# Graeme Gibson
Graeme Gibson, eigentlich Thomas Graeme Cameron Gibson (9. August 1934 in London, Ontario – 18. September 2019 in London, England), war ein kanadischer Ornithologe, Schriftsteller und Naturschützer.
Er war mehr als 45 Jahre lang mit der Schriftstellerin Margaret Atwood verheiratet.

## Leben und Werk
Graeme Gibson studierte an der University of Western Ontario. Von 1961 bis 1969 unterrichtete er am Ryerson Institute of Technology, der heutigen Ryerson University.
1969 erschien Five Legs, sein Erstlingsroman, veröffentlicht bei Anansi. Er galt als Durchbruch des kanadischen Experimentalromans. In der ersten Woche wurden tausend Stück verkauft. Für Scott Symons war „Seite für Seite effektvoller geschrieben als jeder andere neuere kanadische Roman, an den ich denken kann.“ Er stellte das Buch auch über alle Neuerscheinungen der USA der damaligen Zeit – einschließlich Pynchon und Fariña. Breite Bekanntheit erlangte er 1973 mit dem Interview-Band Eleven Canadian Novelists (Elf kanadische Schriftsteller), in dem er Gespräche über die Literatur und das Schreiben mit Margaret Atwood, Austin Clarke, Matt Cohen, Marian Engel, Timothy Findley, Dave Godfrey, Margaret Laurence, Jack Ludwig, Alice Munro, Mordecai Richler und Scott Symons führte. Er engagierte sich auch berufspolitisch, war von 1974 bis 1975 Vorsitzender der Writer’s Union of Canada und gründete den Writers’ Trust of Canada, eine gemeinnützige literarische Gesellschaft zur Förderung kanadischer Schriftsteller.
Er war einige Jahre lang mit der Schriftstellerin Shirley Gibson (1927–1997) verheiratet. Das Paar hatte zwei Söhne und trennte sich Anfang der 1970er Jahre. 1973 lernte er die Schriftstellerin Margaret Atwood kennen. Die beiden wurden ein Paar und zogen auf eine Farm nahe Alliston in der Provinz Ontario. 1976 kam dort die gemeinsame Tochter Eleanor Jess Atwood Gibson zur Welt. Vier Jahre später übersiedelte die Familie nach Toronto. Er war Writer in Residence an der University of Waterloo und der University of Ottawa (1985). Von 1987 bis 1989 fungierte er als Präsident des kanadischen P.E.N.
1996 gab er das Schreiben fiktionaler Werke auf. Er arbeitete damals an einem Roman mit dem Arbeitstitel Moral  Disorder. Seine Frau übernahm diesen Titel 2006 für eine Sammlung von Kurzgeschichten. Er war Vorstandsmitglied der kanadischen Sektion des World Wildlife Fund und Vorsitzender des Vogelobservatoriums auf Pelee Island. The Bedside Book of Birds (2005) verband die zwei großen Leidenschaften Gibsons, die Ornithologie und die Schriftstellerei.
Am 17. April 2017 meldete The New Yorker, dass bei Gibson frühe Zeichen von Demenz diagnostiziert worden seien. Er begleitete jedoch weiterhin seine Frau auf ihren Lesetouren, zuletzt für ihr neues Buch The Testaments im September 2019 nach London, wo er am 18. des Monats plötzlich starb. Atwood gab in tiefer Trauer den Verlust bekannt, betonte aber auch, dass dadurch der von ihm gefürchtete weitere Abstieg in die Demenz verhindert worden sei.

## Publikationen
- Five Legs – 1969
- Communion – 1971
- Eleven Canadian Novelists – 1973
- Perpetual Motion – 1982
- Gentleman Death – 1993
- The Bedside Book of Birds – 2005
- The Bedside Book of Beasts – 2009

## Auszeichnungen
- 1990 Toronto Arts Award
- 1992 Member of the Order of Canada
- 1993 Harbourfront Festival Prize
- 2002 Queen Elizabeth II Golden Jubilee Medal
- 2012 Queen Elizabeth II Diamond Jubilee Medal
- 2015 Goldmedaille der Royal Canadian Geographical Society, gemeinsam mit Margaret Atwood und Jacob Verhoef[12]